# Вільгельм Майзель
Вільгельм Майзель (нім. Wilhelm Meisel; 4 листопада 1893, Цвікау — 7 вересня 1974, Мюльгайм) — німецький військово-морський діяч, адмірал крігсмаріне (1 квітня 1944). Кавалер Лицарського хреста Залізного хреста.

## Біографія
1 квітня 1913 року вступив у ВМФ кадетом. Пройшов підготовку на важкому крейсері «Герта» і в військово-морському училищі в Мюрвіку. Учасник Першої світової війни. З 2 серпня 1914 року — служив на важкому крейсері «Мольтке», з 1 лютого 1915 року — на легкому крейсері «Штральзунд». З 25 листопада 1915 року — ад'ютант допоміжного крейсера «Меве», з 1 квітня 1917 року — вахтовий офіцер на міноносці.
21 червня 1919 року інтернований союзниками, 31 січня 1920 року звільнений. З 1 березня 1920 року — вахтовий офіцер на міноносцях 1-ї флотилії, з 31 жовтня 1920 року — командир міноносця Т-156. З 10 березня 1921 року — командир 2-ї напівфлотилії міноносців. З 13 жовтня 1923 року — прапор-лейтенант штабу командувача ВМС на Балтиці. 12 квітня 1926 року переведений в розпорядження начальника Морського керівництва, служив у відділах, що займалися торпедним озброєнням і бойовою підготовкою. З 6 листопада 1929 року — торпедний офіцер і ад'ютант легкого крейсера «Карлсруе», з 26 вересня 1931 року — командир 2-ї напівфлотилії міноносців. З 5 жовтня 1933 року — офіцер Адмірал-штабу в штабі командувача міноносцями. 2 жовтня 1934 року призначений інструктором Військово-морської академії, а 14 березня 1937 року отримав в командування сторожову флотилію. З 15 липня 1937 року — командир 2-ї флотилії міноносців. З 17 лютого по 13 квітня 1938 року виконував обов'язки начальника школи підводного флоту.
З 26 жовтня 1938 року командував 1-й флотилією ескадрених міноносців. З 28 жовтня 1939 року — начальник штабу охоронних сил на Балтиці. З 4 вересня 1940 року — командир важкого крейсера «Адмірал Гіппер». З 16 листопада 1942 року — начальник штабу Командування групи ВМС «Захід». З 21 лютого 1943 року і до кінця війни займав пост начальника Командного управління ОКМ і Штабу керівництва морської війною. 1 травня 1944 року його посада стала називатися «шеф керівництва морською війною». Один з найближчих співробітників Карла Деніца. 22 липня 1945 року заарештований союзниками. 21 січня 1947 року звільнений.

## Нагороди
- Залізний хрест
  - 2-го класу (17 березня 1915)
  - 1-го класу (15 квітня 1917)
- Орден Альберта (Саксонія), лицарський хрест 2-го класу з мечами (травень 1916)
- Ганзейський Хрест (Гамбург; червень 1916)
- Почесний хрест ветерана війни з мечами (грудень 1934)
- Медаль «За вислугу років у Вермахті»
  - 4-го, 3-го і 2-го класу (18 років; 2 жовтня 1936) — отримав 3 нагороди одночасно.
  - 1-го класу (25 років; 1 квітня 1938)
- Медаль «У пам'ять 1 жовтня 1938»
- Медаль «У пам'ять 22 березня 1939 року»
- Іспанський хрест в сріблі (6 червня 1939)
- Застібка до Залізного хреста
  - 2-го класу (26 жовтня 1939)
  - 1-го класу (8 травня 1940)
- Лицарський хрест Залізного хреста (26 лютого 1941)
- Нагрудний знак есмінця (липень 1941)
- Нагрудний знак флоту (1 листопада 1941)
- Орден Хреста Свободи 2-го класу з мечами (Фінляндія; 21 травня 1942)
- Орден Вранішнього Сонця 2-го класу (Японська імперія)